# Formanuova
Il Formanuova è un torrente, maggiore affluente naturale da sinistra del torrente Caina, in Umbria. Nasce e sfocia nel comune di Magione, dopo averlo bagnato per 15,8 km. La portata, nonostante alimentata da scarichi urbani nel magionese è strettamente torrenziale. Varia da dalla secca estiva ai 800/900 litri al secondo in inverno.